# مسجد مجدالدوله
مسجد و مدرسه مجدالدوله مربوط به دوره قاجار است و در تهران، خیابان امام خمینی، مجاور بیمارستان سینا واقع شده و این اثر در تاریخ ۱۶ آذر ۱۳۷۶ با شمارهٔ ثبت ۱۹۳۹ به‌عنوان یکی از آثار ملی ایران به ثبت رسیده است.
مهدی‌قلی‌خان مجدالدوله بانی مسجد مجدالدوله است.

محمدتقی آملی تدریس و امامت  مدرسه علمیه و مسجد مجدالدوله حوزه علمیه تهران را برعهده داشت.

## نگارخانه

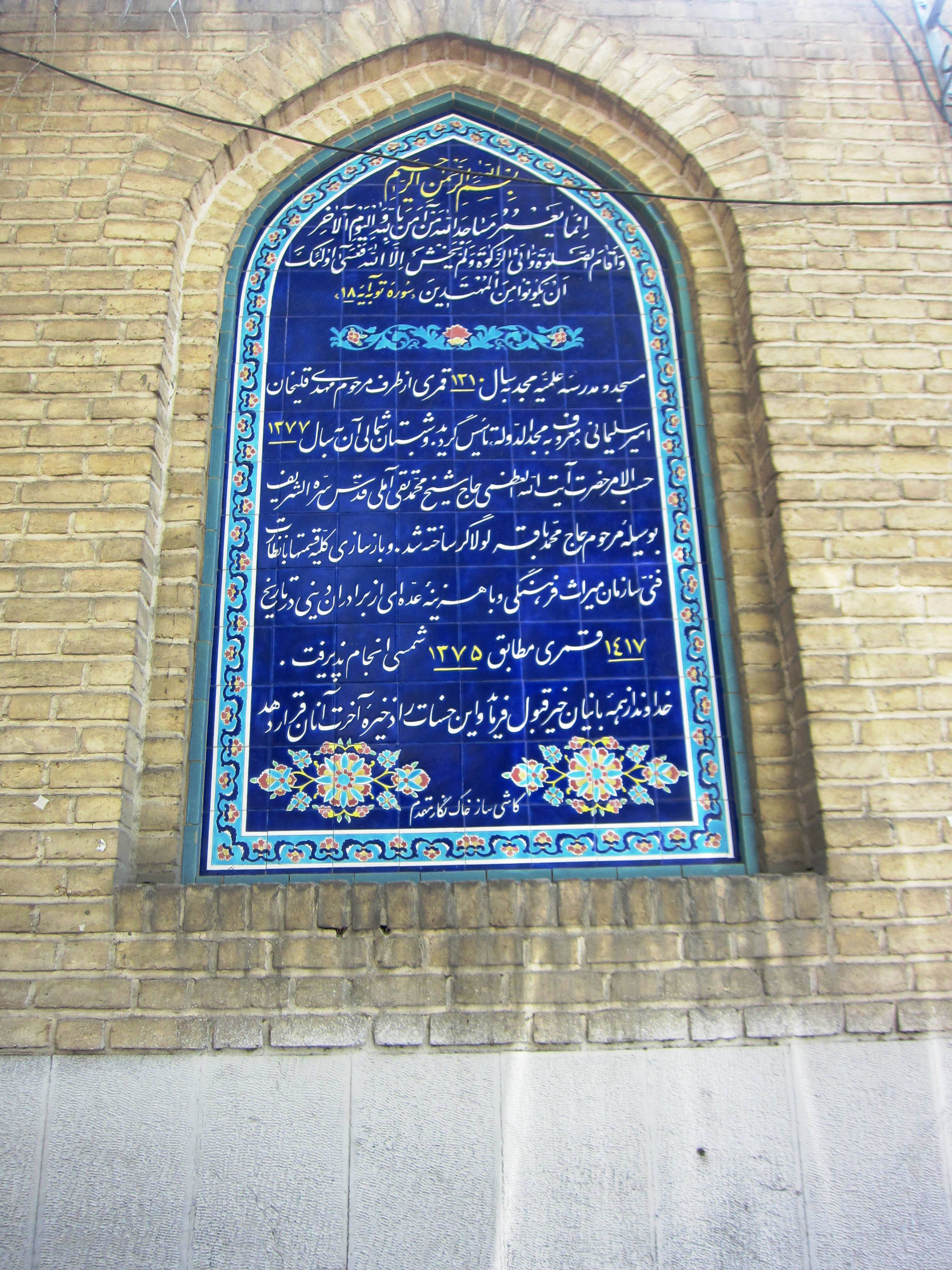
نوشتهٔ نصب شده در نزدیکی مسجد مجدالدوله که در آن مختصری از تاریخچهٔ مسجد آمده است.
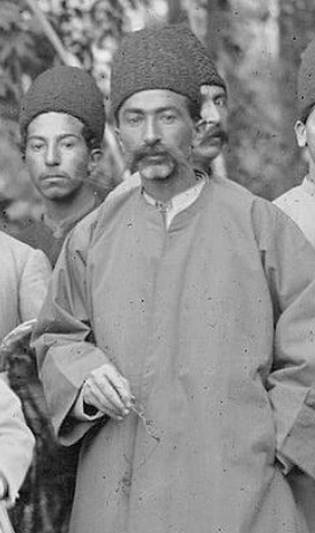
مهدی‌قلی‌خان مجدالدوله، پسردائی ناصرالدین شاه